# 利奇科查山 (堯利-瓦羅奇里)
11°41′56″S 76°12′27″W / 11.69889°S 76.20750°W
利奇科查山（Lichiqucha），是秘魯的山峰，位於該國中部胡寧大區和利馬大區，由堯利省和瓦羅奇里省負責管轄，屬於安地斯山脈的一部分，海拔高度5,000米。